# Néstor Almendros
(François Truffaut, dalla prefazione a Un homme à la caméra)
Néstor Almendros Cuyàs (Barcellona, 30 ottobre 1930 – New York, 4 marzo 1992) è stato un direttore della fotografia e regista spagnolo.

## Biografia
Nacque in una famiglia di maestri. Il padre Herminio Almendros introdusse in Spagna il metodo pedagogico di Célestin Freinet e nel gennaio 1939, dopo la fine della guerra civile, fuggì in esilio a Cuba, dove fu editore e maestro, e dove applicherà i suoi metodi didattici anche dopo l'avvento al potere di Fidel Castro.
Nel 1944 la madre, María Cuyás Ponsa, fu trasferita a Huelva dal regime di Francisco Franco. Nel 1948 Néstor raggiunse il padre a Cuba per evitare l'arruolamento nell'esercito spagnolo. La madre e i fratelli Sergio e María Rosa lo seguirono il 25 gennaio 1949.
Nel 1951, insieme a Guillermo Cabrera Infante e Tomás Gutiérrez Alea, Néstor Almendros fondò la Cinemateca di Cuba, chiusa nel 1954 dal regime di Fulgencio Batista, e nel 1955 si laureò in Lettere e Filosofia.
Lo stesso anno lasciò Cuba per compiere i suoi studi cinematografici prima al New York City College, poi presso il Centro Sperimentale di Cinematografia di Roma. Tornò a Cuba dopo la rivoluzione del 1959, dove tentò la fortuna girando alcuni documentari per il regime di Fidel Castro e alcuni cortometraggi.
Nel 1962 lasciò definitivamente Cuba per Parigi, quando la censura castrista mise al bando due suoi cortometraggi. Qui diventò il direttore della fotografia prediletto da François Truffaut e Éric Rohmer. Nel 1978 si trasferì ad Hollywood, dove lavorò, fra gli altri, con Martin Scorsese. Nel 1979 ottenne l'Oscar per la fotografia per il film I giorni del cielo di Terrence Malick (oltre a tre nomination per Kramer contro Kramer, Laguna blu e La scelta di Sophie). Tra i premi anche un César per L'ultimo metrò. Nel 1980 pubblicò la sua autobiografia: Un homme à la caméra.
Nel corso della sua carriera svolse anche il ruolo di assistente cameraman, in Le Père Noël a les yeux bleus, scenografo, in More, e consulente tecnico, in Villa des dunes.
La sua limitatissima filmografia come regista include anche due documentari di denuncia contro il regime cubano (Mauvaise Conduite e Nadie escuchaba, entrambi del 1984).
Omosessuale, Almendros è morto di AIDS nel 1992.

## Personalità artistica
Almendros sviluppò una concezione personale della luce naturale, giungendo a sostituire l'illuminazione elettrica con quella a candele, come fece con risultati straordinari nella Camera verde di Truffaut.
In Italia L'Istituto Cinematografico dell'Aquila La Lanterna Magica e la AIC (Associazione Italiana Autori della Fotografia Cinematografica) hanno creato il Premio Néstor Almendros per giovani direttori della fotografia.

## Filmografia

### Direttore della fotografia
- Gente en la playa, regia di Néstor Almendros (1960)
- Nadja à Paris, cortometraggio, regia di Éric Rohmer (1964)
- Saint Germain-des-Prés, episodio di Paris vu par..., regia di Jean Douchet (1965)
- Place de l'Etoile, episodio di Paris vu par..., regia di Éric Rohmer (1965)
- Une étudiante d'aujourd'hui, cortometraggio, regia di Éric Rohmer (1966)
- La collezionista (La collectionneuse), regia di Éric Rohmer (1967)
- Killico il pilota nero (The Wild Racers), regia di Daniel Haller (1968)
- Gun Runner, regia di Richard Compton (1969)
- More - Di più, ancora di più (More), regia di Barbet Schroeder (1969)
- La mia notte con Maud (Ma nuit chez Maud), regia di Éric Rohmer (1969)
- Il ginocchio di Claire (Le genou de Claire), regia di Éric Rohmer (1970)
- Il ragazzo selvaggio (L'enfant sauvage), regia di François Truffaut (1970)
- Non drammatizziamo... è solo questione di corna (Domicile conjugal), regia di François Truffaut (1970)
- Sing-Sing, cortometraggio, regia di Barbet Schroeder (1971)
- Maquillages, cortometraggio, regia di Barbet Schroeder (1971)
- Le cochon aux patates douces, cortometraggio, regia di Barbet Schroeder (1971)
- Le due inglesi, (Les deux anglaises et le continent), regia di François Truffaut (1971)
- Pel di carota (Poil de carotte), regia di Henri Graziani (1972)
- La Vallée, regia di Barbet Schroeder (1972)
- L'amore il pomeriggio (L'amour l'après-midi), regia di Éric Rohmer (1972)
- L'oiseau rare, regia di Jean-Claude Brialy (1973)
- Idi Amin Dada, documentario, regia di Barbet Schroeder (1974)
- La gueule ouverte, regia di Maurice Pialat (1974)
- Cockfighter, regia di Monte Hellman (1974)
- Mes petites amoureuses, regia di Jean Eustache (1974)
- Il vagabondo gentiluomo (The Gentleman Tramp), regia di Richard Patterson (1975)
- Adèle H., una storia d'amore (L'histoire d'Adèle H.), regia di François Truffaut (1975)
- Des journées entières dans les arbres, regia di Marguerite Duras (1976)
- La Marchesa Von... (Die Marquise von O...), regia di Éric Rohmer (1976)
- Maîtresse, regia di Barbet Schroeder (1976)
- Beaubourg (Beaubourg, centre d'art et de culture Georges Pompidou), regia di Roberto Rossellini - mediometraggio documentario (1977)
- L'uomo che amava le donne (L'homme qui aimait les femmes), regia di François Truffaut (1977)
- Cambio di sesso (Cambio de sexo), regia di Vicente Aranda (1977)
- La vita davanti a sé (La vie devant soi), regia di Moshé Mizrahi (1977)
- La camera verde (La chambre verte), regia di François Truffaut (1978)
- I giorni del cielo (Days of Heaven), regia di Terrence Malick (1978)
- Verso il sud (Goin' South), regia di Jack Nicholson (1978)
- Il fuorilegge (Perceval le Gallois), regia di Éric Rohmer (1978)
- Koko, le gorille qui parle, regia di Barbet Schroeder (1978)
- L'amore fugge (L'amour en fuite), regia di François Truffaut (1979)
- Kramer contro Kramer (Kramer vs. Kramer), regia di Robert Benton (1979)
- Laguna blu (The Blue Lagoon), regia di Randal Kleiser (1980)
- L'ultimo metrò (Le dernier métro), regia di François Truffaut (1980)
- Una lama nel buio (Still of the Night), regia di Robert Benton (1982)
- La scelta di Sophie (Sophie's Choice), regia di Alan J. Pakula (1982)
- Pauline alla spiaggia (Pauline à la plage), regia di Éric Rohmer (1983)
- Finalmente domenica! (Vivement dimanche!), regia di François Truffaut (1983)
- Le stagioni del cuore (Places in the Heart), regia di Robert Benton (1984)
- Heartburn - Affari di cuore (Heartburn), regia di Mike Nichols (1986)
- Nadine, un amore a prova di proiettile (Nadine), regia di Robert Benton (1987)
- Imagine: John Lennon, documentario, regia di Andrew Solt (1988)
- Lezioni di vero (Life Lessons), episodio di New York Stories, regia di Martin Scorsese (1989)
- Made in Milan, cortometraggio, regia di Martin Scorsese (1990)
- Billy Bathgate - A scuola di gangster (Billy Bathgate), regia di Robert Benton (1991)

### Regista
- Una confusión cotidiana - cortometraggio (1950)
- Ritmo de Cuba - cortometraggio documentario (1960)
- Gente en la playa (1960)
- Escuelas rurales - documentario (1960)
- La Muette, episodio di Parigi di notte, regia di Claude Chabrol - aiuto regista (1965)
- Nadie escuchaba - documentario (1984)
- Mauvaise conduite - documentario (1984)

### Produttore
- Gente en la playa, regia di Néstor Almendros (1960)

### Sceneggiatore
- Ritmo de Cuba, regia di Néstor Almendros - cortometraggio documentario (1960)

### Attore
- La collezionista (La collectionneuse), regia di Éric Rohmer (1967)